# Joseph Colombo
Idősebb Joseph Anthony Colombo (1923. június 16. – 1978. május 22.) az amerikai maffia öt családjába tartozó New York-i Colombo bűnözőklán főnöke volt. Édesapja szintén ugyanennek a szervezetnek a tagja volt, melyet akkoriban Profaci bűnözőklán néven ismertek. 1961-ben kibontakozott az első Colombo-háború, amit a Profaci klán négy magas rangú tagjának elrablása indított el amit Joe Gallo rendelt el. Még abban az évben Gallót bebörtönözték, valamint 1962-ben a klán vezetője, Joe Profaci meghalt. 1963-ban a Bonanno bűnözőklán főnöke, Joseph Bonanno eltervezte Joseph Maglioccóval együtt, hogy meggyilkolják több riválisukat A Bizottságban. Amikor Magliocco átadta a megbízást egyik legjobbnak vélt bérgyilkosának, Colombónak, az elárulta a tervét a célszemélyeknek. A Bizottság megkímélte ugyan Magliocco életét, de visszavonulásra kényszerítette, míg Bonanno Kanadába menekült. Colombo jutalmul, amiért elárulta főnökét, megkapta a Profaci klánt. Colombo egyetlen büntetését 1966-ban kapta, amikor 30 nap börtönbüntetésre ítélték, mert nem volt hajlandó válaszolni a pénzügyeivel kapcsolatos kérdésekre a bíróságon.
1970-ben Colombo létrehozta az Olasz-Amerikai Polgárjogi Ligát. Ugyanebben az évben a Columbus Circle-ben megtartották az első Olasz Egység Napja elnevezésű gyűlést, hogy tiltakozzanak a szövetségi üldöztetés ellen, amely mindenütt legfőképp az olaszokat sújtotta. 1971-ben Gallo szabadult a börtönből, és Colombo ezer dollár felajánlása mellett meghívta őt egy béketalálkozóra, amit Gallo visszautasított, ezzel kirobbantva a második Colombo-háborút. 1971. június 28-án az Olasz-Amerikai Polgárjogi Liga által szponzorált második Olasz Egység Napján, a Columbus Circle-en tartott gyűlésen Jerome A. Johnson három lövést adott le Colombóra, ebből az egyik a fejét érte. Johnsont a testőrök azonnal megölték, ám Colombo a lövéstől lebénult, majd később, 1978. május 22-én szívmegállás következtében meghalt.

## Családja és fiatalkora
Idősebb Joseph Colombo 1923. június 16-án született egy olasz-amerikai családban Brooklynban. Édesapja, Anthony Colombo, a Profaci bűnözőklán egyik korábbi tagja volt, amelyet végül a fiáról neveztek el. Anthonyt 1938-ban megfojtva találtak rá egy autóban a szeretőjével együtt.
Joe Colombo két évig a brooklyni New Utrecht középiskolába járt, majd otthagyta, hogy beléphessen az amerikai parti őrségbe. Azonban 1945-ben neurózist diagnosztizáltak nála, és leszerelték a szolgálatból. Törvényes munkái között volt tíz év kikötői munka vaamint hat évig egy húsipari cég értékesítőjeként is dolgozott. Utolsó hivatalos munkája során ingatlanügynök volt.
Colombónak volt egy szerény háza a brooklyni Dyker Heightsban és egy öthektáros birtoka a New York-i Blooming Grove-ban. 1944-ben vette feleségül Lucille Faiellót, akitől öt gyermeke született, köztük a fiai Christopher Colombo és Ifjabb Joseph Colombo. (1946-2014)  valamint Anthony Colombo (1945-2017).

## Az első Colombo háború
Colombo követte apját a Profaci klánba. A klán egyik legjobb végrehajtója, és ezáltal hamarosan helyi vezér lett.
1961. február 27-én a Gallo testvérek elrabolták Profaci négy vezető emberét: Magliocco alvezért, Frank Profacit (Joe Profaci testvérét), Salvatore Musacchia kapitányt és John Scimone katonát. Profacinak sikerült elmenekülni az elfogás elől, és Floridában rejtőzött el. A túszok fogva tartása közben Larry és Albert Gallo elküldte Joe Gallót Kaliforniába. Gallóék kedvezőbb pénzügyi megoldást követeltek a túszok szabadon bocsátásáért. Albert meg akarta ölni az egyik túszt, és 100 000 dollárt követelt volna a tárgyalások előtt, de testvére, Larry meggátolta őt ebben. Néhány hetes tárgyalás után Profaci megegyezett a testvérekkel. Profaci tanácsadója, Charles "a Sidge" LoCicero tárgyalt a túszejtőkkel, és az összes túszt békében szabadon engedték. Profacinak azonban nem állt szándékában betartani ezt a békeszerződést. 1961. augusztus 20-án elrendelte a Gallo tagok, Joseph "Joe Jelly" Gioielli és Larry Gallo meggyilkolását. A fegyveresek feltehetőleg meggyilkolták Gioillit, miután meghívták őt horgászni. Larry Gallo túlélte a Carmine Persico és Salvatore "Sally" D'Ambrosio által az East Flatbush-i Sahara klubban elkövetett fojtogatási kísérletet, miután egy rendőrtiszt közbelépett. A Gallo testvérek korábban már szövetkeztek Persicóval Profaci és lojálisai ellen. De a kísérlet után Persicót "kígyónak" nevezték, mivel ezúttal ellenük fordult. A háború tovább folytatódott, ami kilenc gyilkossághoz és három eltűnéshez vezetett.
1961 novemberének végén Joe Gallót gyilkosságért héttől tizennégy évig terjedő börtönbüntetésre ítélték. 1962. június 6-án Profaci meghalt, helyét pedig Joseph Magliocco vette át. 1963-ban Joseph Bonanno, a Bonanno bűnözőklán főnöke azt tervezte, hogy a Maffia Bizottság több riválisát – Tommy Lucchese, Carlo Gambino és Stefano Magaddino főnököket, valamint Frank DeSimone-t – megöleti. Bonanno ebben Magliocco támogatását kérte, és ő készségesen beleegyezett. Nemcsak azért volt elkeseredve, mert nem kapott helyet a Bizottságban, hanem mert Profaci halála előtt Bonanno  több mint 30 éven át szoros szövetségese volt Profacinak. Bonanno szemtelen célja az volt, hogy átvegye a Bizottság irányítását, és Maglioccót a jobbkezévé tegye. Magliocco azt a feladatot kapta, hogy megölje Lucchesét és Gambinót, és a megbízást egyik legjobb bérgyilkosának, Colombónak adta. A megalkuvó Colombo viszont leleplezte az összeesküvést a kiszemelt célpontok előtt. A többi főnök gyorsan rájött, hogy Magliocco képtelen lett volna ezt maga kitervelni. Emlékezve arra azonban, hogy Bonanno milyen szoros kapcsolatban állt Maglioccóval (és előtte Profacival is), valamint arra, hogy házasságaik révén szoros kapcsolat fűzte őket egymáshoz, a főnökök arra a megállapításra jutottak, hogy Bonanno volt az igazi agytröszt. A Bizottság beidézte Bonannót és Maglioccót, hogy adjanak magyarázatot a történtekre. Bonanno az életéért aggódva Montréalban bujkált, Maglioccót pedig magára hagyta, hogy tárgyaljon a Bizottsággal, aki erősen megrettenve és megromlott egészségi állapotában bevallotta a tervben játszott szerepét. A Bizottság megkímélte ugyan az életét, viszont arra kényszerítette, hogy vonuljon vissza a Profaci klánfőnöki tisztségéből, és fizessen 50 000 dolláros bírságot. Colombo pedig jutalmul, amiért Magliocco ellen fordult, megkapta a Profaci klánt.
Colombo volt 41 évesen az ország egyik legfiatalabb maffiafőnöke. Emellett ő volt az első olyan amerikai születésű maffiafőnök aki egy New York-i bűnszervezetet vezethet. Amikor a New York-i rendőrség nyomozója, Albert Seedman (később a New York-i rendőrség főnyomozója) kihallgatásra hívta Colombót az egyik katonája halála miatt, aki ügyvéd nélkül érkezett a találkozóra és azt mondta Seedmannak: "Amerikai állampolgár vagyok, első osztályú. Nincs jelvényem, ami engem hivatalosan jófiúvá tesz, mint magát, de ugyanolyan becsületesen dolgozom a megélhetésemért."
1966. május 9-én Colombót 30 nap börtönbüntetésre ítélték, mert nem volt hajlandó válaszolni a pénzügyi ügyeivel kapcsolatos kérdésekre a bíróság előtt.

## Az Olasz-amerikai Polgárjogi Liga
1970 áprilisában Colombo megalapította az Olasz-Amerikai Polgárjogi Ligát, abban a hónapban, amikor fiát, Ifj. Joseph Colombót megvádolták azzal, hogy ezüstrudakként történő továbbértékesítés céljából pénzérméket olvasztott be. 1970. április 30-án az idősebb Joseph Colombo az FBI olasz-amerikaiak elleni zaklatására hivatkozva harminc tüntetőt küldött a Harmadik sugárút és a 69. utca sarkán lévő FBI székház elé, hogy tiltakozzon a minden olasz ellen irányuló szövetségi üldözés ellen; ez az akció hetekig tartott. 1970. június 29-én 50 000 ember vett részt a New York-i Columbus Circle-ben tartott első Olasz Egység Napja tüntetésen. 1971 februárjában Ifj. Colombót felmentették a vádak alól, miután a per koronatanúját hamis tanúzás vádjával letartóztatták.
Colombo irányítása alatt a Liga gyorsan növekedett és országos figyelmet kapott. Más maffiavezetőkkel ellentétben, akik kerülték a reflektorfényt, Colombo televíziós interjúkban, adománygyűjtéseken és a Liga számára tartott előadásokon jelent meg. 1971-ben Colombo a Ligát összefogta Meir Kahane rabbi és politikai aktivista Zsidó Védelmi Ligájával, azt állítva, hogy mindkét csoportot zaklatja a szövetségi kormány. Egy alkalommal Colombo letette az óvadékot a Zsidó Védelmi Liga tizenegy tagjáért.

### A Keresztapacímű film
1971 tavaszán a Paramount Pictures megkezdte Colombo és a Liga segítségével A keresztapa forgatását. A film témája miatt eredetileg nagy ellenállásba ütközött az olasz-amerikaiak részéről a New York-i forgatás ellen. Miután azonban Albert Ruddy producer találkozott Colombóval, és beleegyezett, hogy a "maffia" és a "Cosa Nostra" kifejezések kikerülnek a filmből, és a Liga teljes mértékben együttműködött.

## A merénylet
1971 elején Joe Gallót kiengedték a börtönből. A hírek szerint békítő gesztusként Colombo meghívta őt egy béketárgyalásra, és emellett felajánlott neki ezer dollárt is. Gallo azonban visszautasította a meghívást, és 100 000 dollárt akart a konfliktus lezárására, amit viszont Colombo utasított vissza. Ekkor Vincenzo Aloi megbízott főnök újabb parancsot adott ki Gallo megölésére.
1971. március 11-én, miután hamis tanúzásért elítélték, mert hazudott az ingatlanközvetítői pályázatán, Colombót két és fél év börtönbüntetésre ítélték, az ítéletet azonban fellebbezéséig felfüggesztették.
1971. június 28-án Colombót  az Olasz-Amerikai Polgárjogi Liga által szponzorált második Olasz Egység Napja tüntetésen a Columbus Circle-en Jerome A. Johnson háromszor lőtte meg, az egyik golyó a fején találta el, Johnsont Colombo testőrei azonnal megölték.

## Halála és az azt követő események
Colombo a merénylet következtében lebénult. 1971. augusztus 28-án, a manhattani Roosevelt Kórházban töltött két hónap után a Blooming Grove-i birtokára szállították. 1975-ben egy bíróság által elrendelt vizsgálat kimutatta, hogy Colombo képes mozgatni a jobb keze hüvelyk- és mutatóujját.
1976-ban jelentették, hogy felismeri az embereket és több szót is ki tudott ejteni.
1978. május 22-én Colombo szívleállás következtében meghalt a New York-i St. Luke's Kórházban  Newburghben.
Colombo temetését a bensonhursti St Bernadette katolikus templomban tartották, és a queensi Middle Village városrészben lévő St John temetőben temették el.
Bár a Colombo klánban sokan Joe Gallót hibáztatták a merényletért, a rendőrség végül arra a következtetésre jutott miután kihallgatták Gallót, hogy Johnsonnak nem Galló volt a felbujtója. Mivel Johnson néhány nappal korábban egy Gambino-klubban tartózkodott, az egyik elmélet szerint Carlo Gambino szervezte a merényletet. Colombo nem volt hajlandó meghallgatni Gambino panaszait a Ligával kapcsolatban, és állítólag az egyik vita során le is köpte Gambinót. A Colombo klán vezetősége azonban meg volt győződve arról, hogy Joe Gallo rendelte el a gyilkosságot, miután összeveszett a klánnal.
1972. április 7-én meggyilkolták Gallót.
A Colombo-merényletet követően egy évig Joseph Yacovelli lett a megbízott főnök, mielőtt Carmine Persico átvette az irányítást.

## A populáris kultúrában
- Colombo szerepel a Yesterday brit történelmi tévécsatorna Maffia Greatest Hits című dokumentumfilm-sorozatának első epizódjában
- A Maffiózók egyik epizódjában, a "Christopher"-ben Silvio Dante azt állítja, hogy Colombo volt az első olasz-amerikai rágalmazásellenes szervezet alapítója. Az Amerikai Olasz Rágalmazásellenes Ligát azonban még Colombo Olasz-Amerikai Polgárjogi Ligája előtt alapították.
- 2015-ben Joe Colombo legidősebb fia, Anthony Colombo megírta a Colombo:The Unsolved Murder című életrajzot/emlékiratot Don Capria társszerzővel.
- Colombo merényletkísérlete szerepel Az ír című 2019-es Martin Scorsese filmben.

## Fordítás
- Ez a szócikk részben vagy egészben  a   Joseph Colombo című angol Wikipédia-szócikk ezen változatának fordításán alapul.  Az eredeti cikk szerkesztőit annak laptörténete sorolja fel. Ez a jelzés csupán a megfogalmazás eredetét és a szerzői jogokat jelzi, nem szolgál a cikkben szereplő információk forrásmegjelöléseként.